# نعمت‌الله ایزدی
نعمت‌الله ایزدی، (متولد ۱۳۳۶ در اصفهان) دیپلمات با سابقه ایران، دانش‌آموخته کارشناسی علوم سیاسی و کارشناسی ارشد روابط بین‌الملل از دانشگاه تهران است. وی در فاصله ماه‌های مرداد ۱۳۹۸ تا بهمن ۱۳۹۸ سرپرست صندوق بازنشستگی کشوری را بر عهده داشت.

## مسئولیت‌های دیگر وی
- مشاور وزیر امور خارجه در سال‌های ۱۳۷۳ تا ۱۳۷۷
- سفیر ایران در سلطان‌نشین عمان طی سال‌های ۱۳۷۷ تا ۱۳۸۱
- دستیار معاونت اروپا و آمریکای وزارت امور خارجه از ۱۳۸۱ تا ۱۳۸۴
- مدیر کل آسیای شرقی و اقیانوسیه وزارت امور خارجه از سال ۱۳۸۴ تا ۱۳۹۰
- سرپرست صندوق بازنشستگی کشوری در فاصله ماه‌های مرداد ۱۳۹۸ تا بهمن ۱۳۹۸